# Oshkosh (Nebraska)
Oshkosh – miasto w Stanach Zjednoczonych, w stanie Nebraska, siedziba administracyjna hrabstwa Garden.